# Jetix (Stati Uniti d'America)
Jetix è stata una rete televisiva internazionale per bambini dei gruppi Jetix Europe, Jetix Latin America e ABC.

## Storia
Jetix è nato come un contenitore di programmazione sui canali infantili con un palinsesto rivolto verso l'azione e l'avventura. Negli Stati Uniti, è andato in onda dal 2004 al 2009 su Toon Disney e dal 2004 al 2006 su ABC Family. Dopo che Jetix Europe è stata acquistata da Disney nel dicembre 2008, venne annunciato che tutti i canali Jetix presenti nel mondo sarebbero stati sostituiti con un canale Disney. Negli Stati Uniti, Toon Disney e Jetix sono stati fusi per formare Disney XD il 13 febbraio 2009.